# 위키백과의 인물 목록

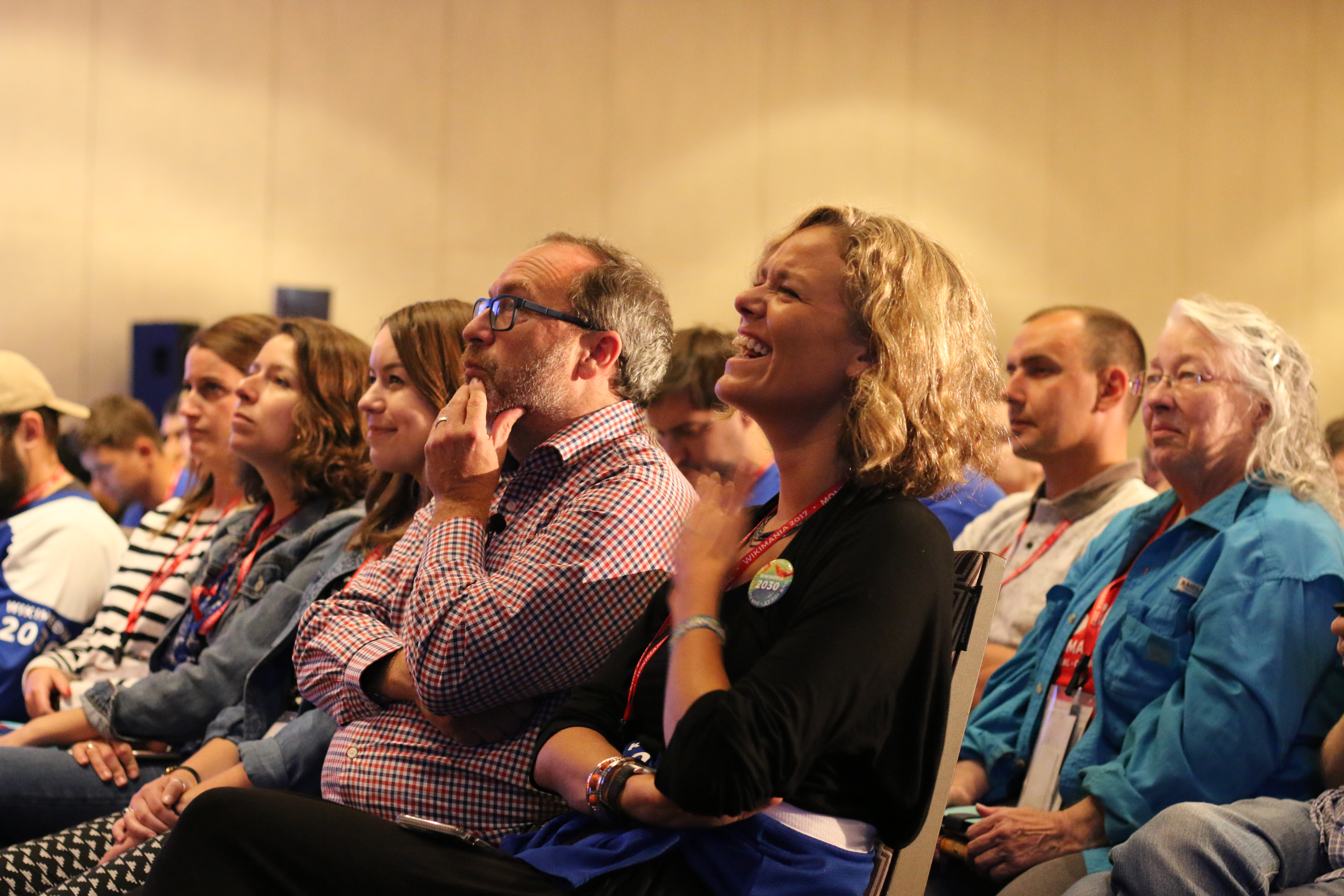
위키백과의 공동 설립자 지미 웨일스, 당시 위키미디어 재단 임원 캐서린 마, 기타 위키백과 사용자들 (위키마니아 2017)

위키백과 인물 목록에는 온라인 백과사전 위키백과의 저명한 편집자를 포함한다.

## ㄹ
- 라일라 트레티코프: 위키미디어 재단의 전 임원(2014~2016년)
- 래리 생어: 위키백과의 공동 설립자
- 로저 이버트: 퓰리처상 수상자
- 로지 스티븐슨-굿나이트: 올해의 위키인(2016년)
- 리 다니엘 크로커: 미국의 프로그래머

## ㅁ
- 마리야나 이스칸더: 위키미디어 재단의 최고경영자(2022년~현재)
- 마크 번스타인 구금: 러시아의 위키백과 편집자이자 블로거

## ㅂ
- 바셀 카르타빌(1981~2015년): 팔레스타인계 시리아인 오픈 소스 소프트웨어 개발자

## ㅅ
- 서창녕: 대한민국의 기업인이자 한국 위키미디어 협회 2대 이사장
- 샌디스터 테이: 올해의 위키인(2020년), 위키미디어 가나 사용자 그룹 공동 설립자
- 수 가드너: 위키미디어 재단의 전임이사(2007~2014년)
- 스티븐 프루이트: 영어 위키백과의 최고 편집 수를 기록한 사용자

## ㅇ
- 야로슬라프 블란테르: 러시아어 페이지를 편집하는 러시아의 나노과학자
- 에런 스워츠(1986~2013년): 프로그래머이자 정치활동가
- 에릭 묄러: 위키미디어 재단의 전 부국장(2008~2015년)
- 에밀리 템플우드: 올해의 위키인(2016년)
- 에반 아모스: 뉴욕의 전문 사진가
- 이만재: 대한민국의 교수이자 한국 위키미디어 협회 초대 이사장
- 이호르 코스텐코(1991-2014년): 우크라이나의 기자

## ㅈ
- 제스 웨이드: STEM 교육에 관해 1,700개 이상의 문서를 작성한 사용자
- 제이슨 무어 (위키백과 편집자): 편집자이자 주최자
- 지미 웨일스: 위키백과의 공동 설립자

## ㅋ
- 캐서린 마: 위키미디어 재단의 이사(2016~2021년)
- 크리스 셔윈(1962~2017년): 과학자이자 연구원

## ㅌ
- 탕펑: 대만의 프로그래머이자 정치인

## ㅍ
- 파르하트 팟쿨린: 언어학자
- 펠릭스 나르티: 가나의 사회 기업인
- 플로랑스 드부아르: 프랑스의 위키백과 사용자